# Debler Eternia
Debler Eternia, anteriormente conocida como Débler, es una banda española de metal sinfónico originaria de Madrid y fundada en 2006. Se caracteriza por sus elementos orquestales y basar sus álbumes en cine y libros. Cuenta con fuertes influencias de Mägo de Oz, cuyo líder Txus di Fellatio sería productor y mentor de la banda de 2016 a 2019.

## Historia

### Primeros pasos
El grupo fue fundado en verano de 2006 por los hermanos Sergio y Alex García, quienes reunieron a Víctor Suárez a la voz y la guitarra, Nelson Valenzuela a la batería y Dani Fuentes al violín y teclado. Con la formación completa lanzaron en 2008 su primera maqueta, titulada Alcanzando mi destino, conteniendo tres temas sencillos. Al año siguiente producirían una nueva maqueta de mayor duración, pero una serie de problemas personales en los integrantes dejó paralizado el proyecto hasta el año 2011, cuando salió bajo el nombre Último deseo.
El grupo permaneció inactivo hasta 2012, cuando Víctor Suárez abandonó la banda y fue reemplazado por Adriän del Sol, cantante de Vestigia. Con él lanzarían El retrato, un disco muy alejado de su estilo anterior, inspirado conceptialmente en la novela de Oscar Wilde El retrato de Dorian Gray. Con él quedó establecido el estilo de la banda, centrando la faceta artística de sus álbumes en obras de la literatura y el cine y utilizar dinámicas orquestales.

### Primeros discos extensos y etapa con Mägo de Oz
En 2014, durante la producción del primer disco largo de la banda, inspirado por la película de culto de 1994 El cuervo, Adriän del Sol fue sustituido por Rubén Kelsen por invitación de Alex García. En la producción prestaron también su voz los actores de doblaje Txemi del Olmo y Rosa Romay. El álbum resultante, Noctem Diaboli, recibió el impulso de la crítica, ganando los premios a Grupo Revelación, Mejor Cantante Masculino y Mejor Videoclip según los lectores del medio El Metal en España en 2015.
Por mediación de Alberto Seara "Flor" y Carlos Escobedo de Sôber, en cuyos estudios Cube se grabó, el disco atrajo la atención de Txus di Fellatio, líder de Mägo de Oz, quien se ofreció como productor para la banda tras el final de su gira. Bajo su impulso, Kelsen también se convertiría en un sustituto habitual del entonces vocalista de Mägo, Zeta. Por coincidencia, antes de unirse a Débler, Kelsen había participado infructuosamente en el casting para sustituir al anterior cantante de Mägo de Oz, José Andrëa, que dio como elegido Zeta.
Di Fellatio produjo dos años después el siguiente álbum de Débler, Somnia, inspirado éste por la película de Tim Burton de 2008 Sweeny Todd. El disco contó con la colaboración de varios miembros de Mägo de Oz, como Di Fellatio, Zeta, Patricia Tapia, Diego Palacio y Javi Díez, además de Alberto Rionda, antiguo de Avalanch, y Ailyn, ex-cantante española de los noruegos Sirenia. También participó el actor de doblaje Miguel Ángel Jenner. Somnia fue recibido positivamente por la crítica y situó a Débler en el nº 49 del top 100 de ventas del año en Promusicae, como única banda de metal en la lista junto con la americana Mastodon. Débler cimentó su lugar como teloneros usuales de Mägo en sus siguientes conciertos, y extendió sus actuaciones a Portugal y México.
El tercer disco de la banda, Adictium, se grabó de nuevo en los estudios Cube y fue lanzado en 2019. Basado en el libro Peter Pan de J. M. Barrie, fue de nuevo coproducido por Txus di Fellatio, y contó con la presencia de miembros de Mägo de Oz, añadiendo a Manuel Seoane, y una colaboración con Leo Jiménez, junto con un nuevo actor de doblaje, Sergio Zamora. En su música destacaron mayores influencias electrónicas. Adictium llegó al puesto 12 de ventas y permaneció nueve semanas en los más vendidos de Amazon.

### Cambio de formación y Debler Eternia
La banda tuvo un parón obligado por la pandemia de COVID de 2020, que junto con problemas personales ocasionó en 2021 la salida de varios miembros. Dani Fuentes abandonó Débler para entrar en Lèpoka en marzo, siendo sustituido por Sara Ember de Last Days of Eden, que tuvo su presentación en el videoclip de "Nunca jamás". En octubre, abandonaban el grupo Ember y los hermanos García en un proceso en el que se barajó la disolución de la banda. En junio, los hermanos alegaban conflictos de derechos de autor, y revelaban que los planes de producir el disco con Di Fellatio se habían visto frustrados por proyectos de otros miembros en solitario.
En mayo de 2022, Kelsen y Valenzuela anunciaron el retorno de Débler y el cambio de nombre a Debler Eternia, presentando a los nuevos miembros Dani Arcos (BLOODHUNTER), Pablo Sabater y Abraham Roca. En octubre, Debler Eternia lanzó su primer disco bajo el nuevo nombre, Perversso, basado en la película de 1996 Abierto hasta el amanecer, Kelsen definió el estilo del disco como "discoteca metal". En él participó Diego Palacio de Mägo de Oz junto con Carlos Escobedo y Leo Jiménez.
En 2023, Dani Arcos dejó la banda por motivos personales, siendo reemplazado por Javi Javat de Celtian, aunque tendría un breve retorno el año siguiente sustituyendo temporalmente a Javat por una lesión. A su vez, Valenzuela también dejó Debler Eternia en enero de 2024, siendo sustituido por Pablo Rodríguez.

## Sonido e influencias
Debler produce principalmente un metal sinfónico muy personal con influencias de power metal y folk metal. Entre sus influencias extranjeras se cuentan Nightwish, Amaranthe y Helloween, y entre las patrias, especialmente Mägo de Oz en la etapa de su álbum Gaia, además de Saratoga, Stravaganzza, Avalanch, WarCry, Saurom y Sôber. Sus discos suelen ser trabajos conceptuales como manera de transmitir emociones y contar una historia, como inspiración adicional de Mägo de Oz. Bandas sonoras fílmicas de Hans Zimmer y John Williams también prestan influencias.

## Formación
- Rubén Kelsen: voz
- Pablo Rodríguez: batería
- Abraham Roca: bajo
- Javi Javat: guitarra
- Pablo Sabater: violín

## Discografía

### Maquetas
- 2008: Alcanzando mi destino
- 2011: Último deseo
- 2013: El retrato

### Álbumes
- 2015: Noctem diaboli
- 2017: Somnia
- 2019: Adictium
- 2022: Perversso
- 2025: Lacrimosa